# Korm
Kormfluga, renstyngsfluga eller renstyng ("Korm", av samiskans kurhmä ) (Hypoderma tarandi) är den största arten i gruppen styngflugor och är en av de vanligaste parasiterna hos ren, där den orsakar bulor i renens hud allteftersom den växer.

## Beskrivning
Den befruktade honan fäster efter parningen 300–500 ägg i sommarpälsen runt renens ljumske, gärna hos kalvarna. Äggen kläcks efter ett par dygn, varefter larven gör ett hål i skinnet och borrar sig in under huden på renens rygg där den bosätter sig under vintern. Den lever på lymfvätska. I juni när larven är färdig för förpuppning, utvecklas den till en fluga lika stor som en humla. Det latinska namnet på korm, Hypoderma tarandi, betyder under huden (på) ren.
Kroppen är tätt täckt med långa, gröngula, svarta och rödgula hår; huvudet är "sammetssvart" baktill. Dess ben har fullkomligt cylindriska lår.
Kormflugans ägg och larver finns enbart i renens hud och ska inte förväxlas med renens nässtyng Cephenemyia trompe, i äldre zoologisk systematik benämnd nosstyng Oestrus trompe, som lägger sina ägg i renens näsborrar.
Nordisk familjebok skriver om kormen att "Detta styng förföljer under Juli och Augusti renhjordarna, som af dess angrepp blifva såsom om de voro besatta, i det hela hjorden skakar hufvudena och slår med fram-fötterna i luften och mot marken."

## Renstyng hos människan
Renstynget parasiterar normalt på renar men den kan mycket väl lägga ägg på andra djur och i människohår. Parasiten är dock inte anpassad till att fullfölja hela sin livscykel i människan Ur äggen, som kan fästas på människans huvudhår, kläcks 0,6mm stora larver som sedan kan ta sig in under huden och orsaka bulor. I allvarliga fall kan parasiten sedan krypa in i ögat och i vissa fall till och med orsaka blindhet.
Till de vanliga symtomen räknas bland annat bulor i huvudregionen, till exempel kring ögon, ansikte, panna och hjässa samt svullna lymfkörtlar. Hudsvullnaderna kan migrera, det vill säga de kan försvinna inom några dagar eller timmar och sedan dyka upp igen någon annanstans. Svullnaden behöver inte nödvändigtvis betyda att parasiten befinner sig precis vid själva svullnaden, utan svullnaden kan även vara ett uttryck för immunförsvarets reaktion mot främmande organismer.
Infektionen har betraktats som ovanlig så den kan därför lätt förbises av medicinsk personal. Även om man upptäcker renstyngets ägg kan de förväxlas med huvudlusens ägg, som är vanliga fynd hos barn. I vissa fall har man förbisett parasiten och istället försökt behandla det man tolkat som allergiska reaktioner.
Även kortvarig vistelse i renskötselområden kan leda till att man drabbas av renstyng. Människor som vistas i riskområden kan skydda sig mot angrepp från renparasiten genom att se till att bära huvudbonad under kalvmärkningstiden då renskötare ofta vistas i närheten av renarna samt rent generellt under perioden juni-augusti i renskötselområden när flugan är aktiv och av misstag kan lägga ägg på människor. Renstynget är framförallt aktiv under varma sommardagar medan kraftig vind, regn och kallt väder (<10-12 °C) anses dämpa renstyngets flygaktivitet och äggläggning.
Renstynget kan flyga långt, upp till 90 mil, och den kan därför tänkas sprida sig söderut i Sverige. Således behöver man inte nödvändigtvis ha haft närkontakt med renar för att ha oturen att drabbas.
Man behöver inte använda skyddsglasögon då flugan inte lägger ägg direkt i ögonen. Parasiten smittar inte heller mellan människor då enda sättet att drabbas är om man utsatts för renstyng och deras ägg. Den svenske barnläkaren Jörgen Landehag rekommenderar att den som känner en knöl i ansiktet eller någon annanstans utan att finna orsak till den har skäl att söka vård för att ta reda på om det kan röra sig om renstyngsflugan.
I Finland förefaller det officiella antalet drabbade människor vara färre än i Sverige och Norge, och samtidigt konstaterar man även att renarna medicineras storskaligt mot parasiter i de finska renskötselområdena.

## Namnvarianter
Referens:
- Gormstickar i Västerbotten
- Kårm, kvärm i Norrbotten
- Parma, batteboske (används av finska nybyggare Torne lappmark)

- Bland samer i Torne lappmark används följande benämningar:

Spehta, patte påske, patta påskeje , pattok = bakstickare. 
 När larverna i maj blivit fullvuxna kallas de kurbma, gurbme, kurmut eller kormot.
Samma benämningar används även för det ärr efter styngets angrepp som syns i beredda renskinn.
- Renstyng[18]

### Etymologi
Patt, patta betyder anus, säte.
Larvbenämningarna Kurbma med flera är besläktade med finska kärmet = orm och kermeinen, kärmehinen = full av ormar.
Påsketeje betyder stickande, den som sticker. Ordets rot är påsketet = stinga.

### Fotnoter
1. ↑  På sidan 209 i [5] finns även en längre utläggning om besläktade ord på en rad levande och döda språk.
2. ↑  Sammandragning av påsketeje